# گئورگ برونر
گئورگ برونر (آلمانی: Georg Brunner; ۱۵ دسامبر ۱۸۹۷ – ۱۶ نوامبر ۱۹۵۹) بازیکن هاکی روی چمن اهل آلمان بود.